# The Silver Lining (album van Soul Asylum)
The Silver Lining is een muziekalbum van de Amerikaanse rockband Soul Asylum en de opvolger van Candy from a Stranger uit 1998. Het is het laatste studioalbum met bassist Karl Mueller, die in 2005 aan kanker overleed. Het grootste gedeelte van de baspartijen werd nog wel door hem ingespeeld, maar ook de nieuwe bassist Tommy Stinson had al een zeker aandeel in dit album.

## Nummers
1. Stand Up and Be Strong - 4:22
2. Lately - 3:27
3. Crazy Mixed Up World - 3:55
4. All Is Well - 3:13
5. Bus Named Desire - 3:04
6. Whatcha Need - 3:50
7. Standing Water - 4:38
8. Success Is Not So Sweet - 4:56
9. The Great Exaggerator - 4:06
10. Oxygen - 4:01
11. Good for You - 3:52
12. Slowly Rising" - 3:55 
Fearless Leader - 3:32 (verborgen track)